# Babylon 5
A Babylon 5 amerikai sci-fi tévésorozat. Létrehozója, producere és nagyrészt forgatókönyvírója is J. Michael Straczynski. A tévésorozat és a kapcsolódó tévéfilmek zenéjét Christopher Franke szerezte. A bevezető film A gyülekező (The Gathering) címmel 1993. február 22-én került adásba, a sorozat vetítése pedig 1994. január 26-ától 1998. november 25-éig tartott (évadonként huszonkettő, összesen száztíz epizód). Kezdetben a rövid életű Prime Time Entertainment Network-kel, később pedig a TNT kábelhálózattal karöltve készült. Mivel az Egyesült Királyság Channel 4 adója minden héten, szünet nélkül jelentkezett az új epizódokkal, a korai évadok utolsó négy-öt része Angliában hamarabb került adásba, mint az Egyesült Államokban. Magyarországon először a TV3 mutatta be, majd 1999. november 12-én az RTL Klub is műsorra tűzte.
A sorozat számos díjat nyert, többek között két Hugo-díjat a „Legjobb drámai előadás” kategóriában.

## Történet
|  | Alább a cselekmény részletei következnek! |

A sorozat története évadonként egy, összesen öt évet ölel fel. John Iacovelli tervező szavai szerint (ami a DVD változat „Creating the Future” című extrájában hangzik el) a „Babylon 5 ablak a jövőre”, utalva az űropera ötletére. A központban a hatalmas, Babylon 5 nevű űrállomás áll: 8 km hosszú és 2,5 millió tonnás forgó kolónia, amely a Föld-Minbar háború után a fajok és államok közötti béke előmozdítása érdekében épült találkozóhely a diplomácia, kereskedelem és együttműködés jegyében. Ezt tükrözi a bevezető narráció minden rész elején, amely szerint az állomás az „egyetlen remény a békére”. A Babylon 5 ugyanakkor politikai konfliktusok és intrikák központja. Később hatalmas csillagközi konfliktus főszereplőjévé válik, amelynek végén (bár nagy árat fizetve) győztesen kerül ki abból a háborúból, amelyet a galaxis idősebb fajai vívnak egymással, csatlósként bevonva a fiatal fajokat. Az idősebb fajok beavatkozásának fokozódásával a harmadik évadtól a bevezető narráció szerint az állomás már az „egyetlen remény a győzelemre”.
|  | Itt a vége a cselekmény részletezésének! |

## Stílusa
Straczynski maga is régóta sci-fi rajongó, aki elhatározta, hogy felnőttek részére készít egy olyan sci-fi sorozatot, ahol egyszer végre minden gondosan meg van tervezve, konzisztens a technológia, „nincsenek gyermekek és aranyos robotok”. Ez a jövő nem utópisztikus: az élet és a társadalom árnyékos oldala is jelen van pl. a kapzsiság és a hajléktalanság formájában. A Babylon 5 nem az a hely, ahol a nap végén minden ugyanolyan marad: a főszereplők változnak, fejlődnek, élnek és meghalnak. Egy szemérmetlen politikai szórakoztató műsorként mindig kész foglalkozni az intrikával, szexszel, vallással és filozófiával.
A legtöbb televíziós sorozattal ellentétben a cselekményét – mint egy regényét – előre megtervezték: jól definiált bevezetéssel, tárgyalással és befejezéssel. Emellett a kapcsolódó regények, képregények és novellák fontos részét képezik a teljes történetnek.
Nagy vonalakban még az első rész forgatása előtt kidolgozták a történet egészét. A teljes (elnagyolt) történet kezdetektől való ismerete sok szempontból előnyös volt, mivel pl. a hosszabb távú tervezés nagymértékben csökkentette a jelmezek és díszletek előállítási költségeit. Más sorozatokkal szemben – ahol általában minden egyes részhez teljesen új kellékek, jelmezek szükségesek – a cselekmény előzetes ismerete itt megengedte az állandó díszletek használatát.
Annak ellenére, hogy a történet kerek egész (köszönhetően annak is, hogy az epizódok többségét Straczynski írta, köztük a harmadik és negyedik évad összes epizódját, ami azelőtt még soha nem fordult elő az amerikai televíziózásban), aktuálisan szükséges volt a cselekmény fonalának a külső körülményekhez igazítása. Ilyen eset volt Michael O'Hare (aki az állomás parancsnokát alakította az első évadban) távozása, Claudia Christian (Susan Ivanova) és Andrea Thompson (Talia Winters) távozása a sorozat folyamán, valamint a negyedik évad történetének összesűrítése, a sorozat (különböző nehézségek miatt esetleg bekövetkező) törlésétől való félelem miatt. Következésképpen a negyedik évad a szokásosnál lényegesen több információt tartalmaz, és az évad utolsó epizódja csak a sorozat befejező epizódjaként, az ötödik évad végén került adásba.
A Babylon 5-öt gyakran említik a sci-fi televíziózás színvonalának javítójaként, mivel cselekményvezérelt elbeszélést alkalmaz, ami mára már elterjedt a sci-fi és drámai filmsorozatoknál. Straczynski a digitális televíziózás elterjedését is előre látta és a sorozatot a szokásos 4:3 helyett eleve 16:9 formátumban forgatta – teljes hat évvel azelőtt, hogy például a Vészhelyzet, vagy más sorozatok használni kezdték volna e technikát. A Babylon 5 ezen kívül úttörő volt a vizuális effektusok készítésénél alkalmazott számítógépes technika szempontjából. Abban az időben, amikor a makettek és miniatűrök használata volt szokásos, a film legtöbb jelenetét Amiga számítógépekkel renderelték. Ezeken kívül a sorozat az első olyan sci-fi, amely az űrcsaták ábrázolásakor tiszteletben tartja a newtoni fizikát. Példáját azóta több sorozat követte, mint például Joss Whedon féle Firefly, vagy a Battlestar Galactica Sci-Fi Channel féle verziója (2003).

## Szereplők
| Karakter             | Faj          | Színész                                                    | Leírás | Magyar hang                                            |
| -------------------- | ------------ | ---------------------------------------------------------- | --- | ------------------------------------------------------ |
| Jeffrey Sinclair     | ember        | Michael O'Hare                                             | Az állomás első parancsnoka (I. évad).                                                                                                | Szakácsi Sándor (I. évad) Orosz István (III/16)        |
| John Sheridan        | ember        | Bruce Boxleitner                                           | Az állomás második parancsnoka, Sinclair utódja (II-IV. évad). Az V. évadban az újonnan megalakult Csillagközi Szövetség első elnöke. | Haás Vander Péter                                      |
| Susan Ivanova        | ember        | Claudia Christian                                          | A vezérkar egyetlen állandó női tagja.                                                                                                | Molnár Zsuzsa (1. hang) Orosz Helga (2. hang)          |
| Michael Garibaldi    | ember        | Jerry Doyle                                                | Az állomás biztonsági főnöke (a IV. évadig).                                                                                          | Mihályi Győző (1. hang) Rosta Sándor (2. hang)         |
| Dr. Stephen Franklin | ember        | Richard Biggs                                              | Az állomás főorvosa. | Kovács István (1. hang) Galbenisz Tomasz (2. hang)     |
| Delenn               | minbari      | Mira Furlan                                                | A Minbari Föderáció nagykövete, később Sheridan felesége.                                                                             | Spilák Klára (1. hang) Papp Györgyi (2. hang)          |
| Lennier              | minbari      | Bill Mumy                                                  | Delenn társa, időnként védelmezője.                                                                                                   | Rudas István (1. hang) Sótonyi Gábor (2. hang)         |
| Londo Mollari        | kentauri     | Peter Jurasik                                              | Kentauri nagykövet, később császár | Fülöp Zsigmond (1. hang) Bácskai János (2. hang)       |
| Vir Cotto            | kentauri     | Stephen Furst                                              | Londo állandó beosztottja, később császár, Londo utódja                                                                               | Kerekes József (1. hang), . Balázsi Gyula (2. hang)    |
| G'Kar                | narn         | Andreas Katsulas                                           | A narn rezsim nagykövete. | Rosta Sándor (1. hang) Horányi László (2. hang)        |
| Na'Toth              | narn         | Julie Caitlin Brown (1. szezon) Mary Kay Adams (2. szezon) | G'Kar segítője. | Zsolnai Júlia (1. hang) Németh Kriszta (2. hang)       |
| Warren Keffer        | ember        | Robert Rusler                                              | Vadászpilóta, a Zéta század parancsnoka                                                                                               | Albert Gábor (2. hang)                                 |
| Elizabeth Lochley    | ember        | Tracy Scoggins                                             | Az állomás harmadik parancsnoka (V. évad).                                                                                            |                                                        |
| Zack Allan           | ember        | Jeff Conaway                                               | A biztonsági főnök helyettese, majd utódja.                                                                                           | Mikula Sándor (1. hang) Csík Csaba Krisztián (2. hang) |
| Lyta Alexander       | ember        | Patricia Tallman                                           | Az állomás első kinevezett telepatája.                                                                                                | Závodszky Noémi                                        |
| Talia Winters        | ember        | Andrea Thompson                                            | Az állomás második kinevezett telepatája.                                                                                             | Ábrahám Edit (1. hang) Udvarias Anna (2. hang)         |
| Marcus Cole          | ember        | Jason Carter                                               | | Juhász György                                          |
| Alfred Bester        | ember        | Walter Koenig                                              | A Pszí-hadtest legfőbb nyomozója. | Selmeczi Roland (1. hang) Németh Gábor (2. hang)       |
| Morden               | ember        | Ed Wasser                                                  | Az árnyak szóvivője az állomáson. | Barát Attila (1. hang) Breyer Zoltán (2. hang)         |
| David Corwin         | ember        | Joshua Cox                                                 | Szerelő a vezérlőben, később másodtiszt                                                                                               |                                                        |
| Lorien               | (ismeretlen) | Wayne Alexander                                            | | Papp János                                             |
| Neroon               | minbari      | John Vickery                                               | A Harcos kaszt tagja, a Csillaglovas klán vezetője, amely a minbarik legősibb harcos klánja.                                          | Selmeczi Roland (1. hang) Imre István (2. hang)        |
| Ta'Lon               | narn         | Marshall Teagu                                             | Narn harcos, a II/11-ben tűnik fel először, ahol Sheridan kapitány megmenti az életét.                                                | Végh Ferenc (II/11) Imre István (III/3)                |
| Lord Refa            | kentauri     | William Forward                                            | Kentauri nemes és politikus. | Stohl András (II/3) Bardóczi Attila (II/9 - III/20)    |
| Cartagia császár     | kentauri     | Wortham Krimmer                                            | A kentauri birodalom előző császára, Turhan császár utódja (II/9).                                                                    |                                                        |
| Milo Virini          | kentauri     | Damian London                                              | Protokollminiszter, később régens | Pálfai Péter (V. évad)                                 |
| Kosh                 | vorlon       | Hangja: Ardwight Chamberlain                               | A vorlon birodalom nagykövete (I-III. évad).                                                                                          |                                                        |
| Ulkesh / Kosh II     | vorlon       |                                                            | Kosh utódja (III/16 - IV/4). |                                                        |
| Zathras              | (ismeretlen) | Tim Choate                                                 | Egy ismeretlen faj tagja, akit a Babylon 4 űrállomáson tartottak fogva.                                                               | Hollósi Frigyes (I. évad) Vizy György (III/16)         |
| Byron                | ember        | Robin Atkin Downes                                         | A Pszí hadtesttől független telepaták vezetője. Szerepe a sorozatban: V/1-11.                                                         | Bozsó Péter (végig)                                    |

A sorozatban ezen kívül játszik egy csoport színész, akik számos mellékkaraktert alakítanak. Őket informálisan „A Babylon 5 játékosok”-nak nevezik. Például az összes színész, aki drázi nagykövetet alakított a sorozat folyamán, feltűnt több más kisebb szerepben is.

### A Babylon űrállomások
A Babylon 5 az ötödik, és egyben jelenleg az utolsó a Babylon űrállomások közül. Elődei, az eredeti Babylon állomás, a Babylon 2 és a Babylon 3 mind szabotázsakció áldozatai lettek, még mielőtt elkészültek volna. A Babylon 4 pedig 24 órával a teljes üzembe helyezése után nyom nélkül eltűnt. Az első évad huszadik része ("Az idő keresztútján" - angolul "Babylon Squared") valamint a két részes „Végtelen háború” epizódok a Babylon 4 eltűnésével foglalkozik. A Babylon 5 lényegesen kisebb, mint az elődei, mivel az előző űrállomások építése rengeteg pénzt emésztett fel (például a Babylon 4-nek saját meghajtása volt, míg a Babylon 5-nek nincsen).
Elmondása szerint Straczynski részletes jegyzeteket készített a Babylon-űrállomás programról, amelyek szerint az első állomás elkészülte mögött jóformán egyetlen ember igyekezete állt.
A képernyőn látott három Babylon űrállomás mindegyike más színű: a Babylon 1 vörös, a Babylon 4 zöld, a Babylon 5 pedig kék. (Tartja magát az a mendemonda, amely szerint a Babylon állomások a szivárvány szerint sorban viselték a színeket, így a Babylon 2-nek narancsszínűnek, a Babylon 3-nak pedig citromsárgának kellene lennie. De ezen állomások egyike sem tűnt fel a képernyőn a sorozat folyamán.)
Bruce Boxleitner (John Sheridan) leírása szerint a Babylon 5 űrállomás „… Szabad kikötő a diplomatáknak, utazóknak és üzletembereknek. Az ENSZ és a Times tér létrehozásának kombinációja intergalaktikus méretekben …” (a „The Guide to Babylon 5” bevezetőjéből).
A Babylon űrállomások a tipikus O'Neil mélyűri állomások módosított változatai. Ezenfelül a Földi Szövetség számos sokkal tipikusabb, saját tervezésű űrállomást tart üzemben, amelyek mindegyike módosított Stanford-tórusz alakú.

## Civilizációk
A sorozat által feldolgozott témák közül az egyik a kulturális és szociális viszony a különböző civilizációk között: elvégre az állomás diplomáciai találkozóhely. A Babylon 5 éppen annyira politikai thriller mint tudományos fantasztikum.
Hat csillagközi nagyhatalom képviselteti magát a Babylon 5-ön:
- Földi Szövetség (Earth Alliance)
- Minbari Föderáció (Minbari Federation)
- Kentauri Köztársaság (Centauri Republic)
- Narn Rezsim (Narn Regime)
- Vorlon Birodalom (Vorlon Empire)
- Árnyak (Shadows)

Ezenkívül több mint egy tucat kevésbé jelentős faj, amelyek nagy része az El Nem Kötelezett Világok Ligáját alkotja, ami a sorozat kezdete előtt harminc Avvel történt Dilgar háború következményeként jött létre.

## Az epizódok
- A gyülekező (The Gathering), a bevezető film. 1993. február 22.

Minden évad annak az epizódnak a nevét viseli, amely központi szerepet tölt be az adott évad történetének alakulása szempontjából.
- Első évad: „Baljós előjelek" (Signs and Portents) 1994.
- Második évad: „Árnyékharcosok" (The Coming of Shadows). 1994-1995.
- Harmadik évad: „Ahonnan nincs visszatérés" (Point of No Return) 1995-1996.
- Negyedik évad: „Nincs kegyelem, nincs visszaút" (No Surrender, No Retreat). 1996-1997.
- Ötödik évad: „Minden, ami összeköt" (The Wheel of Fire). 1998.

### Egyéb TV filmek
Pontos/nyers fordítás / magyar cím, angol cím
- A gyülekező (The Gathering)
- Egy új korszak hajnalán/ A kezdetekben (In the Beginning).
- Baljós lelet/Harmadik űr (Third space)
- A lélekvadász/ A lelkek folyója (The River of Souls)
- Célpont a Föld/ Fegyverbe (A Call to Arms)
- Az őrszemek legendája/Az ismeretlen faj (Legend of the Rangers)
- Elveszett mesék /Elveszett történetek (The Lost Tales)

## Kapcsolódó sorozatok (spin-off-ok)

### Crusade
A Crusade című melléksorozatot szintén a TNT sugározta tizenhárom epizódon keresztül. Bevezető filmje a Fegyverbe („A Call to Arms”) volt. A készítők segítséget kaptak a NASA Sugárhajtás Laboratóriumától, hogy a tudományos és műszaki részletek valósághűek legyenek. Sajnos a Straczynski és a TNT között fennálló koncepcióbeli nézeteltérések problémákat okoztak: a kábelhálózat több erőszakot és szexet akart és arra kényszerítette Straczynskit, hogy az első epizódot ökölharccal kezdje. A „szex-és-erőszak” iránti igényét a TNT később visszavonta, és több pénzt biztosított a sorozat készítésére, így a szezon közepétől a színészeknek jobb egyenruhájuk lett, és új díszletek jelentek meg. Viszont a további nézeteltérések miatt a TNT úgy döntött, hogy a sorozatot leállítja (tizenhárom epizód elkészítése után, de még mielőtt egyet is sugároztak volna).[forrás?] A leállításig még semmi jelentős cselekményvonal nem került terítékre.

### Az Őrszemek Legendája (Legend of the Rangers)
A Sci Fi Channel által készített „To Live and Die in Starlight” tévéfilm volt a „Babylon 5: Az Őrszemek Legendája” című új sorozat tervezett bevezető epizódja. A 2001. szeptember 11-i támadás után a sorozatot átütemezték, és az első rész 2002. január 19-én került adásba. Sajnos az első epizód egy időben került vetítésre egy NFL AFC meccsel. A gyenge nézettségi mutatók miatt a Sci Fi Channel elveszítette a sorozat folytatása iránti elkötelezettségét.

### Az Árnyak emlékezete (The Memory of Shadows)
2004-ben és 2005 elején olyan hírek láttak napvilágot, hogy készül egy szélesvásznú Babylon 5-változat. De február 25-én Straczynski bejelentette, hogy a projekt meghiúsult. A tervezett film a „The Memory of Shadows (TMOS)” címet viselte, a forgatókönyvet Straczynski írta. A forgatás 2005 áprilisában kezdődött volna az Egyesült Királyságban, a rendezői székben Steven Beckkel.
Több forrás szerint a Warner Brothers egyes frakciói azt akarták, hogy a Babylon 5 karaktereit fiatalabb és ismertebb színészekre osszák, de ez a Babylon 5 rajongók körében nagy ellenállásba ütközött. Straczynski mindezt elismerte és kijelentette, hogy a tárgyalások problematikusak, de a híreszteléseket közvetlenül nem kommentálta.
Straczynski egy New Jersey-beli rendezvényen tett kijelentései és homályos utalásai, valamint egy Usenet hírcsoport szerint a tervezett sztori kapcsolódott volna a rövid életű Crusade tévésorozathoz. A filmben az ősi Árnyak technológiáját egy ismeretlen erő elszabadítja. A Földi Erők hírszerzési tisztje, Diane Baker (akinek a testvére röviddel azelőtt halt meg egy titokzatos robbanásban) úgy határoz, hogy kideríti ki áll az összeesküvés mögött. Csatlakozik hozzá Galen, egy technomágus, aki az ősi technológia rossz kezekbe kerülésének megakadályozásáért felelős.

## Tények, érdekességek
- Mira Furlan, a sorozatban Delenn megformálója 2006 júniusában járt Magyarországon, hogy az Átjáró Fesztivál keretén belül találkozzon a magyar Babylon-rajongókkal.
- A sorozat egyik Hugo-díja a díszlet részeként szerepelt az utolsó epizódban, ez volt az első alkalom, hogy a Hugo-díj olyan műsorban került képernyőre, amely ténylegesen meg is nyerte azt.
- A Babylon 5 űrállomás az Epszilon Eridani csillagrendszerben található, a rendszer harmadik bolygója körül kering (ami „Epsilon III”-ként ismeretes).
- A Babylon 5 univerzumban a galaxis minden intelligens fajának van olyan étele (a saját verziójában), amit mi svéd húsgombócnak hívunk. Az ételre minden fajnak saját elnevezése van (nyilván), (a narnok például „breen”-nek hívják). Ez emlékeztet a Galaxis útikalauz stopposoknak-beli jelenségre: ott minden intelligens fajnak van olyan itala, amit "gintonic"-nak hívnak – ám ott csak a név azonos, a tényleges ital minden fajnál egyedi.
- Robert Foxworth a tervek szerint a „Severed Dreams” című epizódban szerepelt volna (mint Hague tábornok visszatérő karakterének megformálója). Viszont Foxworth-szot az ügynöke a Babylon 5 és a Star Trek: Deep Space Nine sorozat egy-egy epizódjába is lekötötte. A színész a DS9-et választotta, főként mivel DS9 dupla epizódja („Homefront” / „Paradise Lost”) nagyobb fizetséggel kecsegtette. Hague tábornok ennek következtében meghalt a Babylon 5 univerzumban (ez nem látható a filmben), és a helyére az utolsó pillanatban Ed Ryan őrnagy került. Ironikus, hogy miközben Hague lojális volt a földi puccs elleni harcban, a DS9-beli karaktere (Leyton admirális) megpróbált felbujtani egy puccsra, hasonlóképpen ahhoz, miként a Csillagkapuban játszott szerepe szerint puccs áldozata lett, a Star Trek: Enterprise-beli karaktere (V'Las adminisztrátor) pedig megpróbált segítséget nyújtani egy romulán puccshoz a vulkáni felsővezetésben.
- Straczynski eredeti szándéka szerint Ed Ryan őrnagy megformálója Everett McGill (Twin Peaks, Dune) lett volna a „Severed Dreams” című epizódban. De Straczynski nem emlékezett McGill keresztnevére, és mikor kérte, hogy vegyék fel a kapcsolatot McGillel, az asszisztense megkérdezte tőle hogy „Bruce”-ra gondolt-e, Straczynski igent mondott. Így Bruce McGillt hívták a Straczynskival való találkozóra, ő pedig csak két találkozás után jött rá a hibájára. A tévedése ellenére úgy döntött, hogy Bruce fogja megformálni Ryan őrnagyot.
- a Dilbert képregényrajzolója Scott Adams feltűnt egy rövid szerepben a „Moments of Transition” epizódban, a negyedik évadban. A bárban megpróbálta rávenni Garibaldit, hogy segítsen neki megkeresni a kutyáját és a macskáját, amik az univerzum feletti uralomra törnek.
- A Regulus csillag közelében létesült a Föld Szövetség Naprendszeren kívüli első kolóniája.

## Fordítás
- Ez a szócikk részben vagy egészben a Babylon 5 című angol Wikipédia-szócikk fordításán alapul.  Az eredeti cikk szerkesztőit annak laptörténete sorolja fel. Ez a jelzés csupán a megfogalmazás eredetét és a szerzői jogokat jelzi, nem szolgál a cikkben szereplő információk forrásmegjelöléseként.

## További információ
- Babylon 5 rajongói oldal (magyar)
- Babylon 5 Fórum (magyar)
- Hivatalos oldal
- Babylon 5 a PORT.hu-n (magyarul)
- Babylon 5 az Internet Movie Database-ben (angolul)
- Babylon 5 a Rotten Tomatoeson (angolul)
- Babylon 5 a Box Office Mojón (angolul)
- The Lurker's Guide to Babylon 5, a legrészletesebb Babylon 5 referencia (angolul)
- Korai Babylon 5 tervek, információ az eredeti 1991-es reklám szórólapokról, eltérő karakternevekkel és Peter Ledger illusztrációival (angolul)
- JMSNews, Straczynski Usenetes és egyéb online fórumos üzeneteinek gyűjteménye (angolul)